# Гудович, Франц Иванович
Франц Иванович Гудович (лит. Pranas Gudavičius, 26 марта (7 апреля) 1876 — 28 ноября 1956) — врач, социал-демократ,  депутат Государственной думы II созыва от Ковенской губернии.

## Биография
Литовец по национальности, католик по вероисповеданию.  В 1895 году окончил Митавскую гимназию. После чего принят на естественное отделение физико-математического факультета Санкт-Петербургского университета, но в 1896 году перевёлся на медицинский факультет Харьковского университета, откуда был исключён в 1901 году за участие в студенческих беспорядках. Уехал в  Германию для продолжения образования и в 1905 году получил степень Доктора медицины от Берлинского университета. В 1906 году он получил место врача в местечке Эржвилкас. Состоял в Литовской социал-демократической партии. По-видимому, избирался по крестьянскому цензу как землевладелец 35 десятин из крестьян деревни Стефаново Эрживилковской волости Ковенской губернии.  

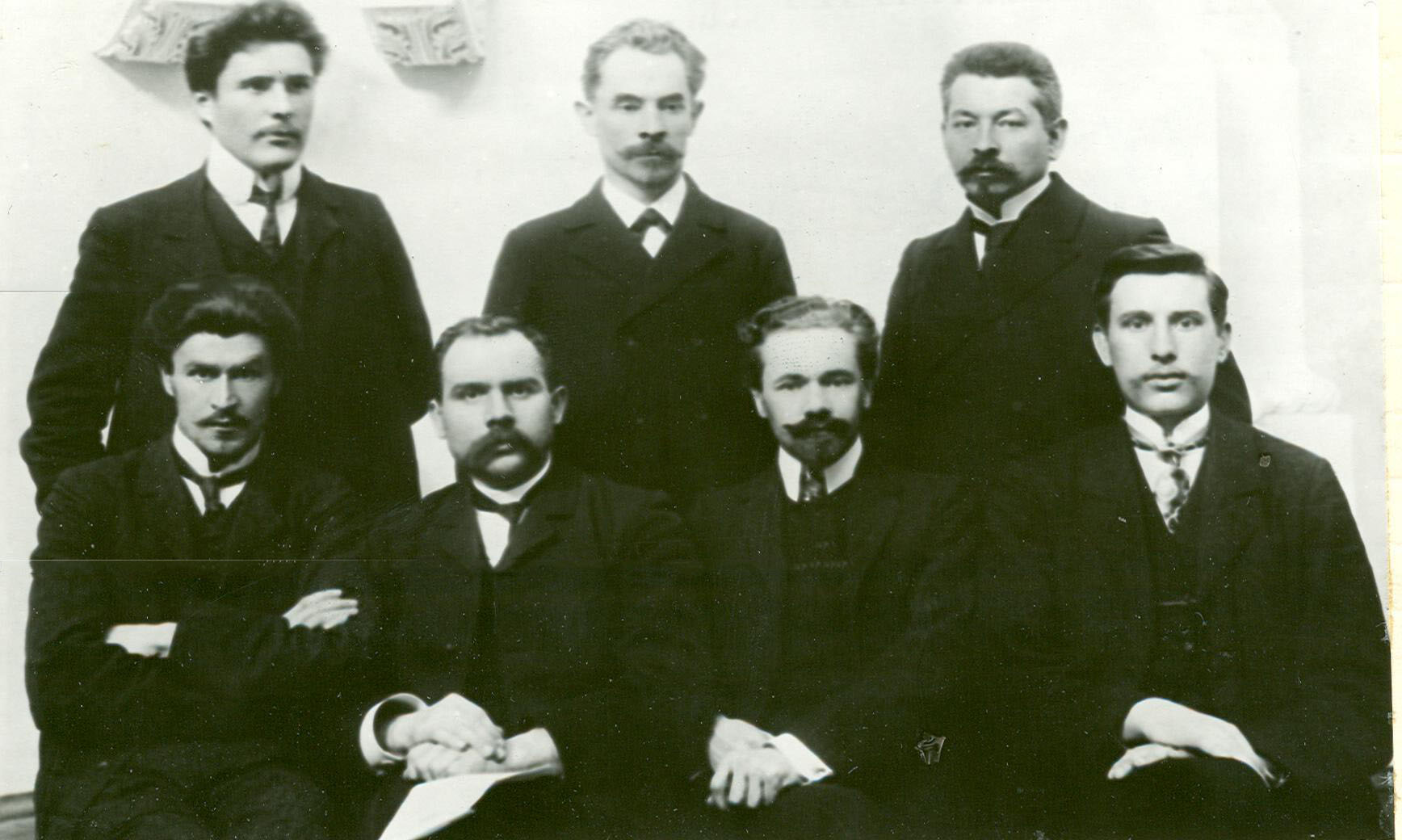
Депутаты Государственной думы II созыва, литовцы, 1907. Гудович сидит 1-й слева

6 февраля 1907 года избран в Государственную думу II созыва от съезда уполномоченных от волостей Ковенской губернии.  Состоял в Социал-демократической фракции. Был близок к меньшевистскому крылу Социал-демократической фракции. Вошёл в Литовскую группу в группе Автономистов. Состоял в комиссии о неприкосновенности личности и аграрной комиссии. Поставил свою подпись под заявлением 5 членов Государственной Думы о поддержке теоретических взглядов и тактики Социал-демократической фракции после привлечения к уголовной ответственности 55 её членов.
В 1910—1911 годах был заключён в Ковенскую тюрьму за социалистическую деятельность.
В 1914 году сдал государственные экзамены на звание врача в России и вскоре был мобилизован в российскую армию, служил врачом на фронте. В 1919 году вернулся в Литву. С 1924 года работал в Каунасе санитарным врачом. В 1934—1941 годы был председателем Литовской ассоциации врачей. В 1935—1941 годах преподавал в Каунасском Университете Витовта Великого.
В 1944 году эмигрировал на Запад. В 1951—1955 годах работал врачом в Соединенных Штатах.
Начиная с 1952 года почетный член Нью-Йоркского общества литовских врачей. Опубликовал ряд статей о лечении панкреатита.

### Рекомендуемые источники
- Vincas Tercijonas. Prof. Dr. Med. Pranas Gudas-Gudavičius, Chicago, 1959.

### Архивы
- Российский государственный исторический архив. Фонд 1278. Опись 1 (2-й созыв). Дело 116. Дело 536. Лист 4.